# 림경만
림경만(林景万, 1946년 8월 28일 ~ )은 조선민주주의인민공화국의 정치인이다. 전 라선시 당위원회 위원장이고 조선로동당 중앙위원회 위원이다.

## 경력
1946년 8월 28일에 태어났으며 김일성종합대학 외문학부를 졸업했다. 1984년 7월 주 인도네시아 대사관 참사(상무담당)를 거쳐 1989년 3월 무역부 아주국장을 맡았다. 그리고 1999년 4월 무역성 국제기구총국장, 2001년 8월 중국 대련무역대표부 대표를 차례로 역임했다.
2004년 4월부터 2008년 3월까지 조선민주주의인민공화국 내각 무역상을 지냈으며, 2006년에는 조선민주주의인민공화국 축구 협회 위원장을 맡아 일했다. 2010년 2월부터 라선시 당위원회 책임비서를 맡고 있다. 2010년 9월, 조선로동당 중앙위원회 위원에 선임되었다. 2018년 2월, 라선시 당위원회 위원장에서 물러났다.

## 기타
2010년 김중린과 조명록, 2011년 김정일 사망 당시에 국가 장의위원회 위원을 맡았다.